# Sint-Sebastiaanskerk (Stavelot)
De Sint-Sebastiaanskerk is de parochiekerk van Stavelot. De bouw van de kerk ving aan in 1750 en in 1754 werd ze ingewijd. De kerk verwijst echter meer naar Remaclus dan naar Sebastiaan want ze herbergt in het koor het schrijn van Remaclus uit 1268, alsook een beeld van de heilige in de rechterzijbeuk.
Een deel van het meubilair is uit de 18e eeuw, in Luiks-Akense barokstijl, aangevuld met meubilair uit de eerste parochiekerk en uit de omstreeks 1795 door de Franse revolutionairen gesloten abdij van Stavelot.
In de kerk staat ook een beeld van Sebastiaan, een doopvont uit de 16e-17e eeuw en een bewaarengel van de hand van Jean Del Cour.
Het schrijn van Remaclus uit 1268, dat eeuwenlang in de abdijkerk van Stavelot werd bewaard, werd in 1805 door de uit ballingschap teruggekeerde monniken aan de Sint-Sebastiaanskerk geschonken.

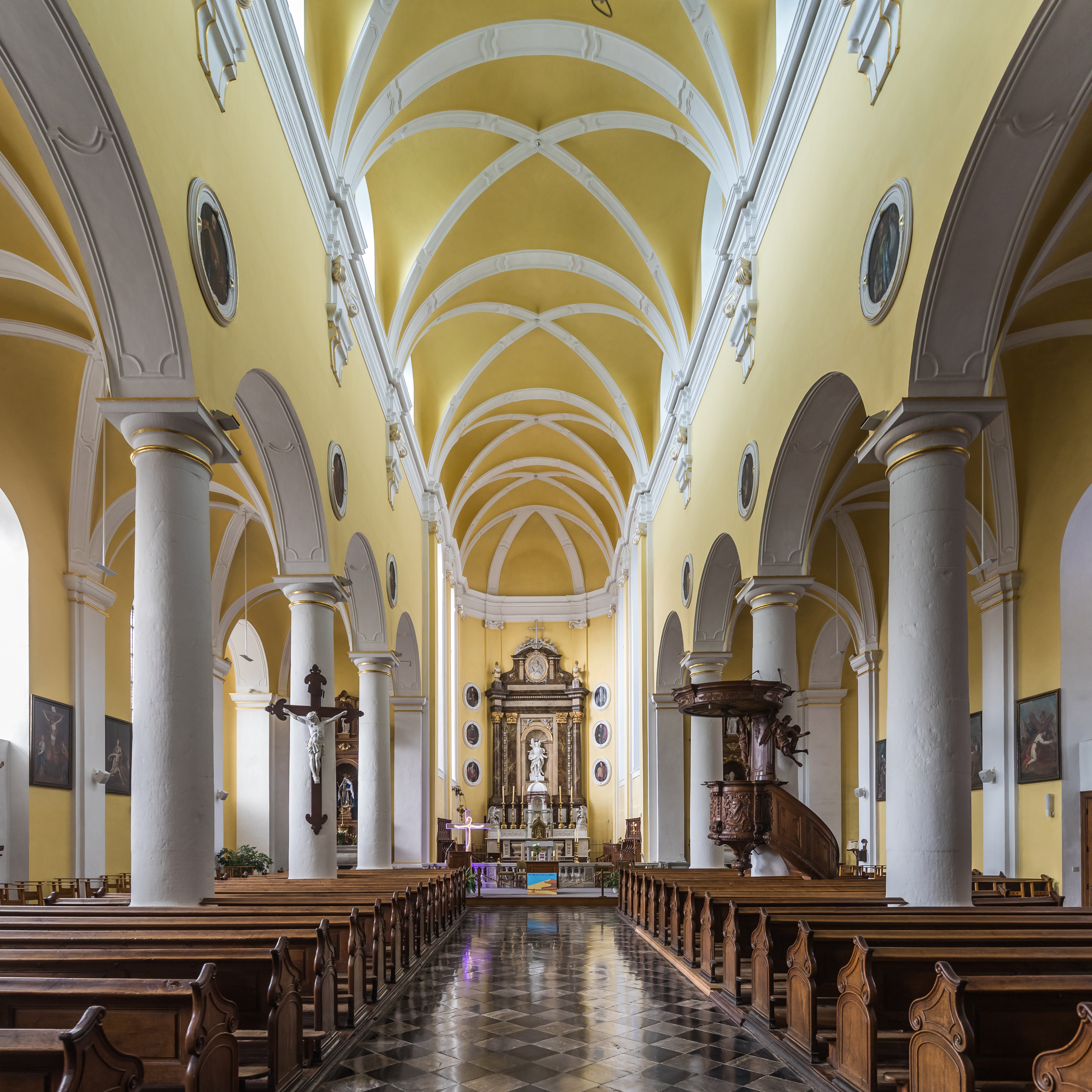
Barokinterieur
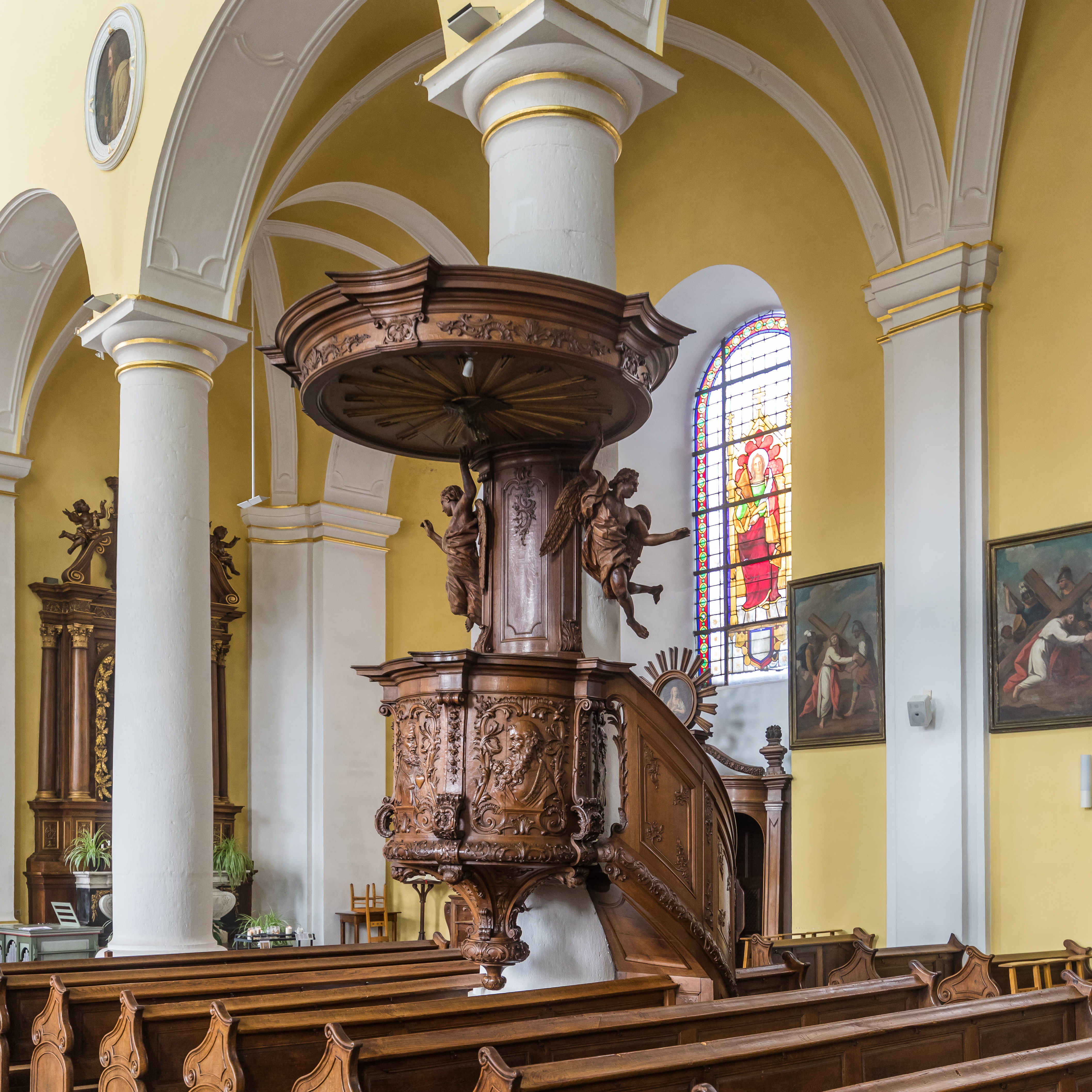
Preekstoel in barokstijl
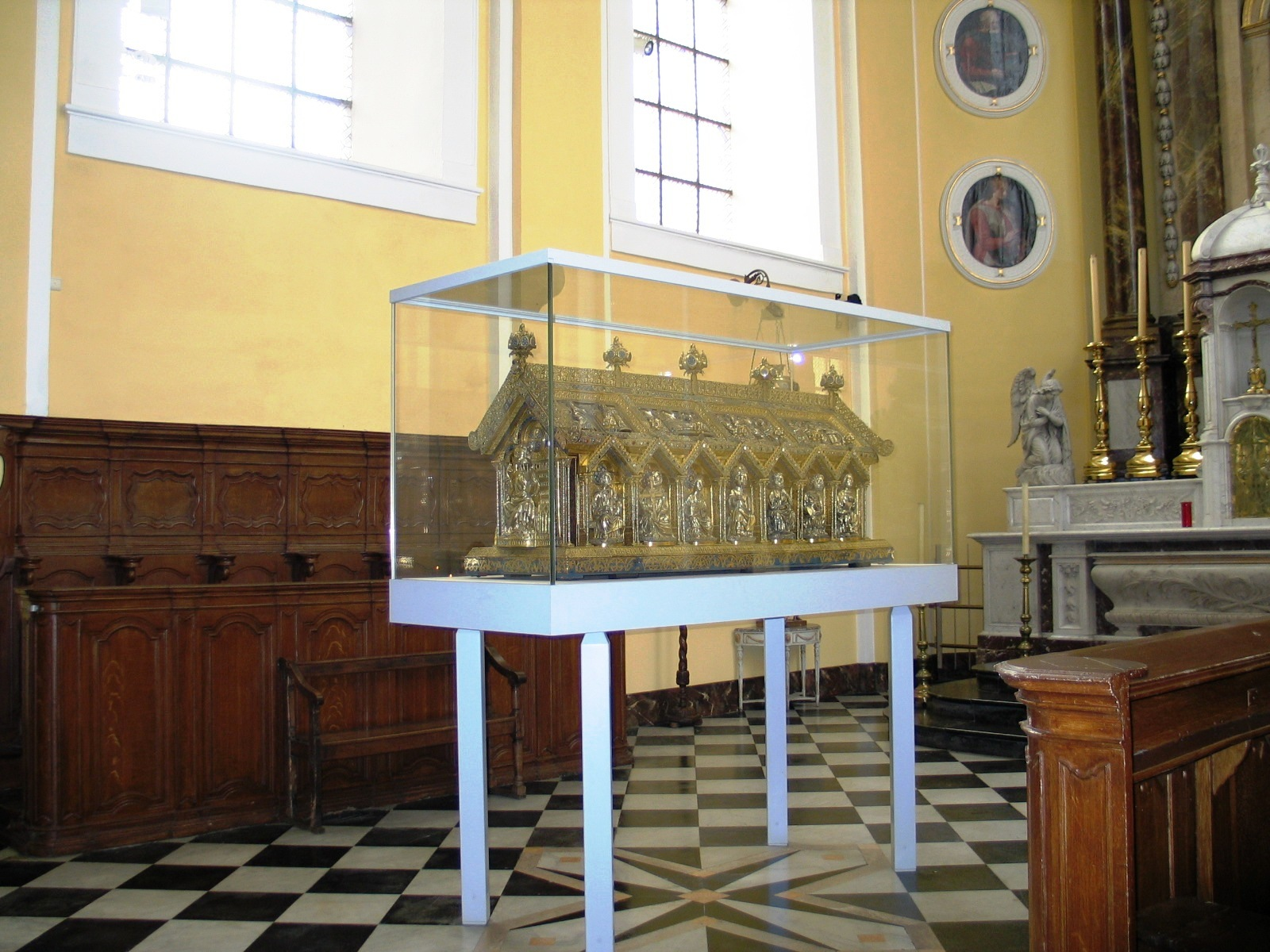
Reliekschrijn van Remaclus
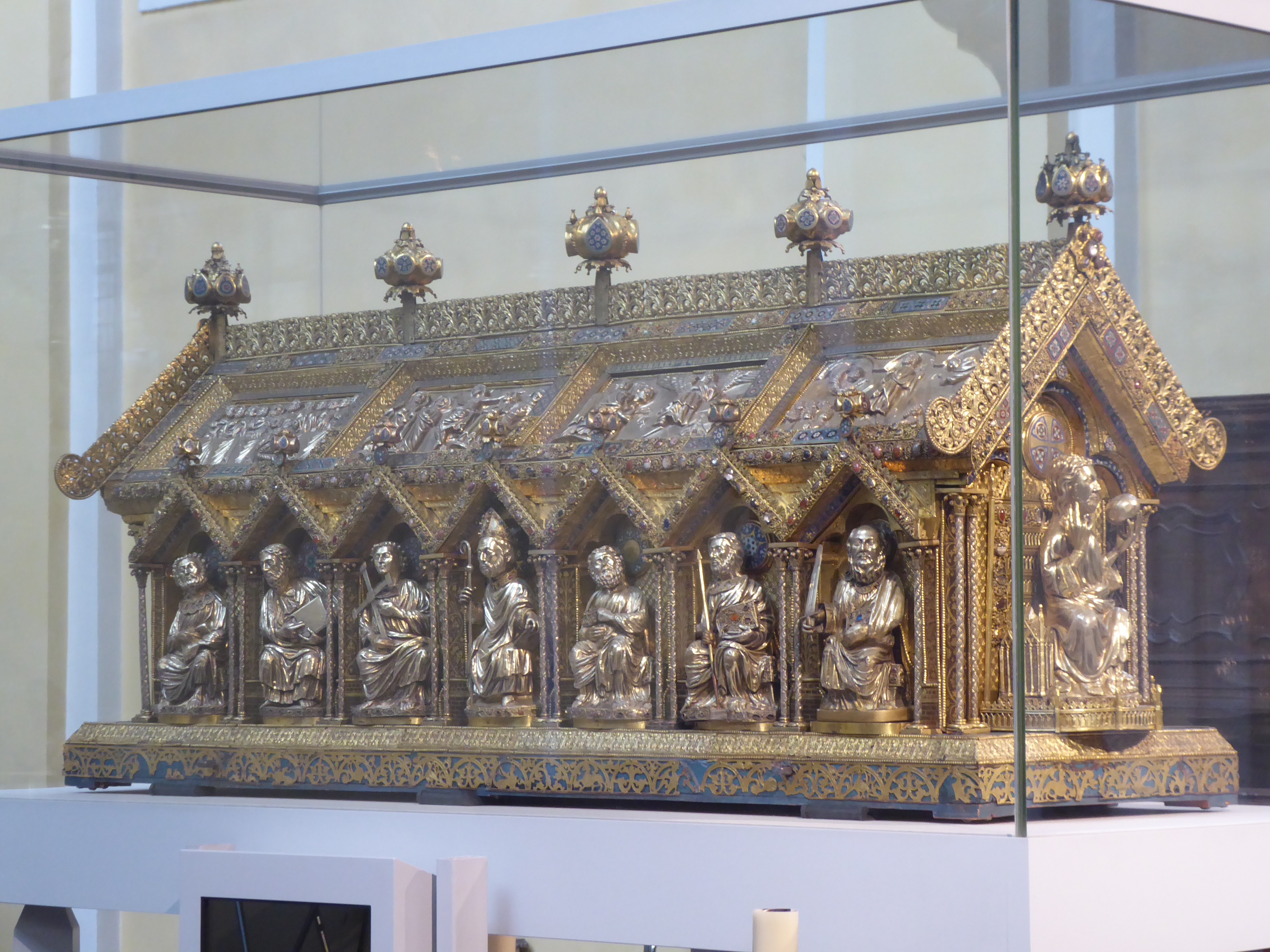
Detail Remaclusschrijn